# Pavel Smetana (malíř)
Pavel Smetana (* 24. července 1960, Ústí nad Labem) je český malíř, umělec v oblasti interaktivních medií a videoartu, režisér, pedagog.

## Biografie
- 1979–1982 – vystudoval Gymnázium Na Vítězné plání v Praze a kurzy umělecké přípravy na vysokou školu na Žižkově
- Následně nepřijat z politických důvodů na Vysokou školu uměleckoprůmyslovou ani na Akademii Výtvarných Umění v Praze
- 1984 – vystěhování do Francie (10 let v Paříži, 4 roky ve Štrasburku později několik let v Aix en Provence)
- 1984–1989 – V Paříži vystudoval École Nationale Supérieure des Arts Décoratifs se zaměřením Art Espace

- - Od 1992 umělec v oblasti interaktivních médií a nových technologií
  - Od 1998 ředitel (rovněž zakladatel) Mezinárodního centra pro umění a nové technologie CIANT v Praze
  - Ředitel festivalu ENTERmultimediale
- 1998–2006 – Profesor a vedoucí ateliéru Virtuální reality/3D na École Supérieure des Beaux-Arts d'Aix-en-Provence[1]

## Tvorba
Zprvu se zabýval abstraktní malířskou tvorbou, vytvářel olejomalby a akryly, ale také malby využívající dehet a asfalt pomocí plynového hořáku. Další cyklus obrazů vznikal odléváním krytů kanálů z Paříže a Prahy do průhledné pryskyřice či dehtu.
Pro jeho raná díla je charakteristická monumentálnost. Je autorem několika velkoformátových instalací ve veřejném prostoru (např. 1000m2 malby na plátně v pařížském nádraží Saint-Lazare, malby na dopravním nadzvukovém letadle Concorde). Vytvářel také mobilní zvukové sochy a dekorace pro baletní představení.
Od konce osmdesátých let se rovněž aktivně zabývá videoartem a počítačovou tvorbou, původně pod vlivem Dona Foresty, pedagoga a teoretika mediálního umění. K videoartu se poprvé dostal ve Francii.
V 90. letech experimentuje v oblasti interaktivních médií se zaměřením na bio-feedback, vytvořil instalace The Room of Desires (Pokoj přání),, The Mirror. The Cyber-Portrait of Dorian Gray (Zrcadlo. Kyber-portrét Doriana Graye) Lilith a Mobile Musical (1991), což byla autorova první počítačem řízená interaktivní instalace.
V roce 2005 režíroval na festivalu ENTERmultimediale představení V.I.R.U.S., propojující současný tanec, laser a herní technologie. Svá umělecká díla a instalace vystavoval na mnoha místech v Evropě, Asii a Americe: Paris 2087, CONCORDE 001, Mobiles Musicaux, Imaginäres Hotel, PT Multimedia, Bioart a další.
Působí jako ředitel Mezinárodního centra pro umění a nové technologie CIANT v Praze, které založil roku 1998, je koordinátorem a tvůrcem projektů, národním koordinátorem mezinárodních tvůrčích pobytů mapXXL.